# 长井长义
长井长义（英語：Nagai Nagayoshi, 1844年8月8日—1929年2月10日）是一位日本化学家、教育家。日本药学会初代会长。被誉为日本近代药学鼻祖。

## 生平
1844年出生于日本德岛县，父亲是一名医生。1864年前往长崎荷兰医学院（现长崎大学）开始学习兰学。在长崎期间，他结识了大久保利通、伊藤博文以及其他未来明治政府的领导人。之后考入东京大学，成为日本第一位药学博士。
1871年成为日本第一批公派留学的学生之一，当时根据学习专业的不同，留学目的地也有所不同，陆军学生去法国，海军学生去英国。他的目标是学习医学，因此决定去德国（当时的普鲁士王国）留学。由于当时待在父母家错过出发船只，他重新选择取道美国和英国前往德国，曾经住在日本驻德国大使青木周藏家中。1872年入学柏林洪堡大学，1873年决定学习有机化学，师从赫尔曼·冯·亥姆霍兹和奧古斯特·威廉·馮·霍夫曼，期间娶了一位德国企业家的女儿为妻。1883年返回日本担任东京大学化学和药学教授。1885年从麻黄中发现了麻黄碱。1893年又成功从麻黄碱中分离出甲基苯丙胺，从而成为兴奋剂的来源。
1929年因感冒引起的急性肺炎去世，享年83岁。